# Swarmalators
Los swarmalators son generalizaciones de osciladores de fase que se comportan como un enjambre en el espacio mientras se sincronizan en el tiempo. Estos se introdujeron para modelar diversos sistemas del mundo real que se sincronizan y agrupan, como los nemátodos de vinagre, paredes de dominio magnético y ranas arborícolas japonesas. Más formalmente, son unidades dinámicas con grados de libertad espaciales y grados de libertad internos cuyas dinámicas están acopladas.

## Ejemplos del mundo real
La «swarmalización» ocurre en diversas áreas naturales y tecnológicas, algunas de las cuales se analizan a continuación. La figura de la derecha muestra algunos ejemplos en un gráfico (área, número de partículas).

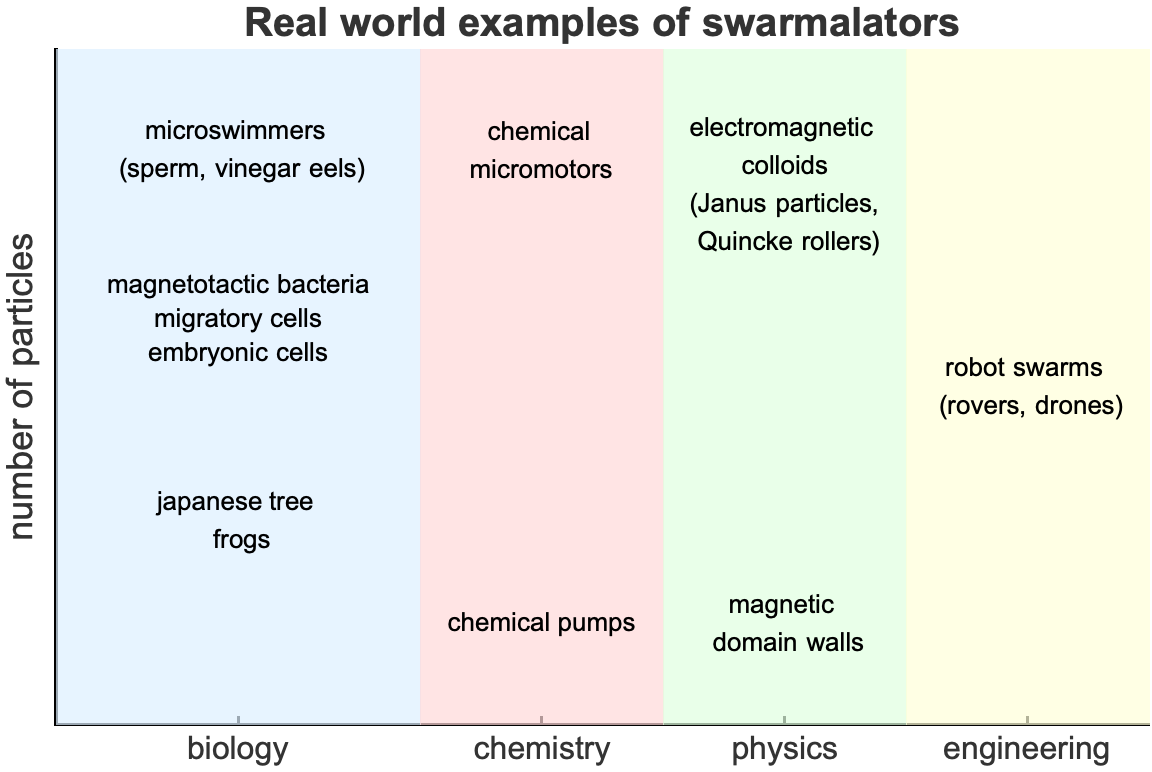
Ejemplos de swarmalators del mundo real trazados en un plano (área, número de partículas)